# هيرواكي أوياما
هيرواكي أوياما (باليابانية: 青山 景昌) (مواليد 14 أكتوبر 1996) هو لاعب كرة قدم ياباني.

## وصلات خارجية
- هيرواكي أوياما على موقع رابطة كرة القدم اليابانية للمحترفين (اليابانية)
- هيرواكي أوياما على موقع Soccerway.com (الإنجليزية)